# Kollikodon
Kollikodon ritchiei ist eine ausgestorbene Säugetierart. Sie zählt zu den frühesten bekannten Vertretern der Kloakentiere und lebte in der Kreidezeit in Australien.

## Merkmale
Die Fossilienfunde von Kollikodon beschränken sich bislang auf einen opalisierten Teil eines Unterkiefers, der mit einem Prämolar und zwei Molaren versehen war. Die heutigen Ursäuger sind zahnlos, aber fossile Verwandte des Schnabeltieres wie Steropodon und Obdurodon wiesen noch Zähne auf, was Rückschlüsse auf die Verwandtschaft ermöglicht. Die Zähne erinnerten mit ihrer kreuzförmigen Struktur an „Hot cross buns“, im englisch-australischen Raum verbreitete Rosinenbrötchen, sodass der scherzhafte Name „Hotcrossbunodon“ für die Gattung geprägt wurde. Vermutungen zufolge dienten die Zähne zum Aufbeißen von Krebstieren, was auf eine semiaquatische Lebensweise schließen lassen würde.
Ansonsten ist über die Tiere kaum etwas bekannt. Aufgrund des Größenvergleichs mit dem Unterkiefer heutiger Ursäuger hat man die Körperlänge von Kollikodon auf 1 Meter hochgerechnet, was sehr groß für mesozoische Säuger wäre; verifizieren lassen sich solche Berechnungen wohl nur durch weitere Skelettfunde.

## Systematik
Kollikodon wird in einer eigenen Familie, Kollikodontidae eingeordnet und gilt als basaler Vertreter der Ursäuger. Ob die Art näher mit dem Schnabeltier verwandt war, wie manchmal behauptet, lässt sich ohne weitere Funde wohl nicht beantworten.